# Kebbehalli, Kanakapura
Kebbehalli là một làng thuộc tehsil Kanakapura, huyện Ramanagara, bang Karnataka, Ấn Độ.